# Paloma Bjanka
Paloma Bjanka (makedonsky Палома Бјанка, původně z italského Paloma bianca, doslova bílá holubice) je název pro obchodně-administrativní budovu, která se nachází v hlavním městě Severní Makedonie, Skopje. Nachází se na rohu ulic Dimitrije Čupovski a Dame Gruev v západní části středu města. Sousedí s budovou obchodní komory. Adresa stavby je Dame Gruev 16.
Sedmipatrová postmoderní budova nápadná díky obkladu z kovových desek vznikla dle návrhu architekta Trajka Dimitrova. Projekt byl dokončen v roce 1986, stavební práce probíhaly v letech 1988 až 1993, realizaci uskutečnila společnost Makedonija Projekt.
V rámci projektu Skopje 2014 mělo dojít do přestavby fasády a nahrazení původního obkladu historizujícími prvky. Projekt architekt budovy ostře kritizoval.